# Petrovietnam
Petrovietnam (PVN, estilizado como PetroVietnam o PETROVIETNAM; en vietnamita: Tập đoàn Dầu khí Quốc gia Việt Nam, lit. 'Grupo Nacional de Petróleo y Gas de Vietnam') es una empresa estatal vietnamita, la cual se dedica a cubrir todas las operaciones, desde la exploración y producción de petróleo y gas natural hasta el almacenamiento, procesamiento, transporte, distribución y servicios. Fue fundada en 1977, y sus actividades, a través de sus diversas empresas y subsidiarias de propiedad absoluta, son propiedad total del gobierno central vietnamita. Es responsable de todos los recursos de petróleo y gas del país y se ha convertido en el mayor productor de petróleo y el segundo productor de energía de Vietnam.

## Operaciones
PetroVietnam también lleva a cabo actividades de exploración en Malasia, Indonesia, Mongolia, Birmania y Argelia, y recupera petróleo en Irak y Malasia.

## Cooperación internacional
Para ayudar a pagar los costos derivados de la explosión de Deepwater Horizon, BP planea vender sus participaciones en propiedades de gas y petróleo en Vietnam. Mantiene la propiedad conjunta de dichos proyectos (campo de gas Lan Tay-Lan Do y gasoducto Nam Con Son) con ONGC, PetroVietnam y ConocoPhillips. Además, sus socios tendrán prioridad al comprar sus acciones si Hanoi aprueba la transacción. India ha expresado interés en comprar los activos de BP para asegurar los recursos energéticos necesarios para su economía de rápido crecimiento.
En 2010, PetroVietnam Group obtuvo un préstamo de $ 1 mil millones de los ingresos de los bonos del gobierno y BNP Paribas para la planta de refinería de petróleo Dung Quat No 1, en Vietnam, que comenzó a operar al 100% de su capacidad de producción en agosto de 2010.

## Filiales y empresas conjuntas
PetroVietnam tiene varias subsidiarias:
- Petrovietnam Exploration Production Corporation (PVEP)
- Petrovietnam Gas Corporation (PV Gas)
  - Vietnam Steel Gas Pipeline Joint-Stock Corporation (PV Pipe)[8]
- Petrovietnam Oil Corporation (PV Oil)
- Petrovietnam Power Corporation (PV Power)
- Binh Son Refinery Ltd. (BSR)
- Petec Trading and Investment Corporation

PetroVietnam tiene participaciones mayoritarias en las siguientes empresas:
- PetroVietnam Drilling & Well Services Joint Stock Corporation (PV Drilling)
- PetroVietnam Technical Service Joint Stock Corporation (PTSC)
- PetroVietnam Transportation Joint Stock Corporation (PV Trans)
- PetroVietnam Finance Joint Stock Corporation (PVFC)
- PetroVietnam Insurance Joint Stock Corporation (PVI)
- PetroVietnam General Service Joint Stock Corporation (Petrosetco)
- PetroVietnam Construction Joint Stock Corporation (PVC)
- PetroVietnam Fertilizer and Chemicals Joint Stock Corporation (PVFCCo)
- Drilling Mud Joint Stock Corporation (DMC)
- Joint Venture Vietsovpetro (VSP)
- PetroVietnam Petrochemicals and Fibre Joint Stock Company (PV Tex), a joint-venture set up with textile manufacturer Vinatex to build Vietnam's first polyester fiber plant. The factory will be located in Haiphong and use by-products from oil-refining.[9]
- Vietnam Energy Inspection Joint Stock Company (EIC)
- Phuoc An Port Construction and Investment Joint Stock Company (PAP)
- Petrovietnam Construction Investment Consultant Joint Stock Company (PCIC)

Junto con Gazprom, la empresa ha establecido Vietgazprom.